# ニコラ・ニンコヴィッチ
ニコラ・ニンコヴィッチ（セルビア語: Никола Нинковић, 英語: Nikola Ninković, 1994年12月19日 - ）は、ユーゴスラビア（現セルビア）・マチュヴァ郡ボガティチ出身のサッカー選手。セリエB・ブレシア・カルチョ所属。ポジションはFW。

## 経歴
セルビアのパルチザン・ベオグラードのユースチームでキャリアをスタートさせ、2011年7月11日にラザル・マルコヴィッチと共に5年間のプロ契約を結んだ。7月19日、UEFAチャンピオンズリーグ 2011-12のKFシュケンディヤ戦でズヴォニミール・ヴキッチとの交代途中出場でプロデビューを果たした。2012年3月31日、FKラド・ベオグラード戦でリーグ戦デビューを果たす。8月11日、FK BSKボルチャ戦でプロ初ゴールを記録した。
2016年2月1日、セリエAのジェノアCFCに移籍すると同時にACキエーヴォ・ヴェローナに期限付き移籍することが決定した。2017-18シーズンはセリエBのエンポリFCへシーズンローンとなる。
2018年8月18日、アスコリ・カルチョ1898 FCに移籍。
2021年2月1日、ブレシア・カルチョに移籍。

## 代表歴
セルビア代表として各年代でプレーし、2012年にはUEFA U-19欧州選手権に出場した。

## タイトル
パルチザン
- セルビア・スーペルリーガ : 2011-12, 2012-13, 2014-15

エンポリFC
- セリエB : 2017-18